# フワちゃんのオールナイトニッポンシリーズ
『フワちゃんのオールナイトニッポンシリーズ』（フワちゃんのオールナイトニッポンシリーズ）は、ニッポン放送をキーステーションに放送されていたラジオ番組。
水曜X『フワちゃんのオールナイトニッポンX』として2021年4月1日（3月31日深夜）から2022年3月31日（3月30日深夜）まで、また月曜2部『フワちゃんのオールナイトニッポン0(ZERO)』として2022年4月5日（4日深夜）から2024年7月30日（29日深夜）まで放送されていた。

## 概要
2020年9月23日放送の「オールナイトニッポン0(ZERO)」を経て、新たに立ち上げられた「オールナイトニッポンX」の水曜日のパーソナリティーに抜擢された。記者会見では目標として伊集院光を挙げ、「毎週ネットニュースがざわつくような、伊集院光の姉妹番組として頑張っていきたい。」と語った。
放送中ではライブ配信アプリ「HAKUNA」（2022年10月 - 2023年9月）、「17LIVE」（2023年10月 - ）でCMを除きスタジオの様子を生配信するほか、ニッポン放送Podcast Stationといったポッドキャストで過去の放送の配信も実施している。
2022年3月9日、この日に行われた2022年度『オールナイトニッポン0 パーソナリティ発表記者会見』にフワちゃんが登壇し、4月改編をもって月曜0枠に移籍することが発表された。当初は『X』枠で終了する予定であったが、2022年1月に放送されたCreepy Nutsのゲスト回が反響を呼んだことから『0』枠に移籍する形で番組の継続が決まった事が、2023年3月20日放送分にてフワちゃんが呼び出したCreepy Nutsの二人に感謝を伝える形で語られた。
2024年4月からはフワちゃんが海外へ移住するため、4月以降は隔週で日本からの生放送、録音、外国からのリモート生放送を駆使して放送していく予定とした。

## 突然のシリーズ終了
2024年8月4日にフワちゃんによるXへの不適切投稿が確認されたことから、翌5日深夜（6日早朝）分の放送を休止。ニッポン放送は今回の騒動に関し、同局の番組基準ルールとして「他者を尊重しない誹謗中傷」などは認めることができないと指摘。今回のフワちゃんの投稿は「当社の考え方に著しく反するもの」として同月9日付でフワちゃんについて『オールナイトニッポン0』からの降板を発表した。このため、実質的な最終放送は2024年7月29日深夜（翌30日早朝）放送分となった。

## 放送時間

### オールナイトニッポンX
2021年3月31日 - 2022年4月6日
- 木曜日 0:00-0:58（水曜日深夜）[注釈 1]

### オールナイトニッポン0
2022年4月4日 - 2024年7月29日
- 月曜日 3:00-4:30（火曜日深夜）

## パーソナリティ
- フワちゃん

## コーナー

### 現在のコーナー
フワちゃんのフィードバック・フィードバック
番組前半・後半と二部制で行われるコーナー。前半は「A面」と称し、リスナーから寄せられたフワちゃんのメディアでの言動に関する疑問や指摘にフワちゃんが自ら答える。後半は「B面」と称し、リスナーから寄せられたリスナー自身の言動に対する疑問やダメ出しにフワちゃんが答える。
B面ではコーナーの締めにウルフルズの「ええねん」が流れるのが恒例。2022年秋以降はフリートークが長引いたり、フワちゃん自身が相談の内容に上手く応えられないなどの理由で、B面の放送は実質休止状態となっていたが、2023年6月から2023年7月11日放送分まで『セブン-イレブン』とのタイアップコーナーとして復活した。
えまってわかる論争
超個人的な世の中への意見・偏見を募集し、それに対してフワちゃんが「えまってわかる」「マヂ無理」「草」など、何かしら見解を示すコーナー。
フワ旅ネットニュース
Google Pixelとの2週間限定のコラボコーナー。フワちゃんが海外で撮影した写真に、リスナーからネットニュースの見出しを募集する。

### 不定期コーナー
写メ撮ろー
すぐに写メを撮りたがるフワちゃんにちなみ、リスナーから写メを撮りたくなるシチュエーションを募集するコーナー。放送初期から募集をかけていたが、2022年6月20日の放送まで一度も行われなかった。これ以降、このコーナーは行われず、アンミカがゲストで来た際の限定コーナーとなっている。
フワちゃんの消しゴムマジックで消してやるのさ
2023年3月限定、Google Pixelとのタイアップコーナー。「Google Pixel 7 Pro」の機能である「消しゴムマジック」にちなみ、リスナーが写真や思い出から消したいものを募集する。毎回、採用された中から一名に「Google Pixel 7 Pro」が贈呈される。
好評であったため、「フワちゃんの消しゴムマジックで消してやるのさ リターンズ」と題し同年8月限定コーナーとして復活した。

### 終了したコーナー
爆イケ夏チョコPOP大作戦
株式会社明治とのタイアップ。夏にチョコレートを食べたくなるようなPOP広告のアイデアを募集するコーナー。2021年6月10日と17日に募集。採用されたアイデアは、最終候補作品としてPOPが作成され、Twitterでの感想を元に優秀作品が7月1日に決定された。優秀作品は実際に店頭のPOPとして使用される。
爆誕！芸能人YouTuber
まだYouTubeをやっていない芸能人の動画のタイトルを考えてあげるコーナー。オードリー春日の妻、クミさんが無断転載動画をアップロードするというネタが相次いだため終了。
あれといえばこれ
株式会社明治とのタイアップコーナー。明治のCMソングのフレーズ「チョコレートは明治」のように「○○といえば△△」というフレーズを送ってもらう。フワちゃんがそのネタメールへの共感度合いを明治ミルクチョコレート1枚から100枚で品評し、投稿者には実際にその枚数分明治ミルクチョコレートがプレゼントされる。
オーマイガー！ユーソーキュート！
田中みな実が自らのワンちゃんに対し「オーマイガー！ユーソーキュート！」という独特な怒り方をしていたというフリートークから生まれたコーナー。田中みな実が他にどんなことに怒っているのか募集する。
テレー！
番組内で多用される「テレー！」というファンファーレに合わせて、リスナーから何かしらの発表をしてもらう。
ファクトチェック
さまざまな芸能人がファクトチェックのために、インターネットで検索したワードを想像して送ってもらう。
桐野安生のコーナー
桐野安生の持ちネタである「フルーツあるある」のフォーマットに合わせて、あるあるネタを募集する。

## ゲスト及びその他の出演者

### オールナイトニッポンX
- 2021年4月15日 - 春日俊彰（オードリー）
- 2021年4月22日 - 森本晋太郎（トンツカタン）
- 2021年5月27日・9月16日 - 加納（Aマッソ）
- 2021年6月17日 - 指原莉乃
- 2021年8月5日 - 若槻千夏[13]
- 2021年9月2日 - 青山テルマ
- 2021年9月9日 - 伊沢拓司
- 2021年9月30日 - IMY（山崎育三郎、尾上松也、城田優）[14]
- 2021年12月1日 - 田中みな実
- 2021年12月15日 - ウエンツ瑛士
- 2022年1月26日 - Creepy Nuts
- 2022年2月9日 - 新内眞衣（当時乃木坂46）
- 2022年2月23日 - 長谷川忍（シソンヌ）・指原莉乃
- 2022年3月3日 - 秋元康
- 2022年3月10日 - 佐藤栞里

### オールナイトニッポン0
- 2022年4月12日 - Creepy Nuts[注釈 2]
- 2022年4月19日 - 有田哲平（くりぃむしちゅー）、ももいろクローバーZ[注釈 3]
- 2022年5月3日 - aiko[注釈 4]
- 2022年6月20日 - アンミカ
- 2022年7月4日 - 森本晋太郎（トンツカタン）
- 2022年8月1日 - 若槻千夏
- 2022年8月8日 - 加納愛子（Aマッソ）
- 2022年8月29日 - 有吉弘行
- 2022年12月19日 - 鷲見玲奈
- 2023年1月10日 - 森本晋太郎（トンツカタン）
- 2023年2月14日 - 指原莉乃
- 2023年2月21日 - 森本晋太郎（トンツカタン）
- 2023年3月21日 - Creepy Nuts[18]
- 2023年3月28日 - 佐藤栞里
- 2023年4月17日 - 森本晋太郎（トンツカタン）、當間ローズ
- 2023年6月12日 - 東野幸治
- 2023年7月4日 - 小森隼（GENERATIONS from EXILE TRIBE）
- 2023年7月11日 - 森本晋太郎（トンツカタン）
- 2023年7月18日 - 森本晋太郎（トンツカタン）
- 2023年8月14日 - 国山ハセン
- 2023年8月28日 - 吉村崇（平成ノブシコブシ）
- 2023年9月26日 - 伊集院光
- 2023年10月17日 - マヂカルラブリー
- 2023年11月28日 - 森本晋太郎（トンツカタン）、加納愛子（Aマッソ）
- 2023年12月11日 - ウエンツ瑛士
- 2023年12月25日 - アンミカ
- 2024年1月30日 - 指原莉乃、長谷川忍 (シソンヌ)[注釈 5]
- 2024年2月20日 - Creepy Nuts[19]
- 2024年4月9日 - 森本晋太郎（トンツカタン）
- 2024年4月15日 - 後藤輝基（フットボールアワー）
- 2024年6月25日 - 指原莉乃
- 2024年7月30日 - 藤田ニコル、小森隼（GENERATIONS from EXILE TRIBE）

## 番組イベント
『フワちゃんのオールナイトニッポン0 公開生放送～フワギャル大集合 イェイイェイ WOWWOW ～supported by セブン-イレブン』
2023年7月11日、ニッポン放送・イマジンスタジオにて、事前に行われた抽選に当選した80人のリスナーを観客として招待した番組初の公開生放送。
ゲストは番組に度々出演している森本晋太郎（トンツカタン）。

## 代理番組
- 2022年1月5日 - 渡邊圭祐
- 2022年9月12日 - WurtS
- 2023年1月2日 - レインボー
- 2023年7月24日 - 佐藤栞里
- 2023年9月11日 - さや香
- 2024年1月1日 - ぱーてぃーちゃん
- 2024年4月30日 - =LOVE
- 2024年8月6日 - 荘口彰久（パーソナリティ不祥事による代理）

## 放送休止事例
- 2022年3月16日 - 放送直前に発生した福島県沖地震関連の報道特別番組に差し替えたため休止[20][注釈 6]。
- 2024年8月6日 - フワちゃんによるSNSの不適切投稿により急遽放送休止とし、代替企画として「ミュージック&スポーツスペシャル」を放送[22][23]。

## スタッフ

### 現在
0時代
- ディレクター：舟崎彩乃（2023年5月 - ）
- 放送作家：髙橋亘（トゥルーマン翔）
- AD：小笠原虎太朗

### 過去
0時代
- ディレクター：野上大貴（2022年4月 - 2023年4月）[24]

X時代
- ディレクター：田口真也
- 放送作家：髙橋亘（トゥルーマン翔）

## 著名なリスナー
- 女優・歌手の上白石萌歌（adieu）はフワちゃんの強靭な精神に憧れを抱いており、ラジオも毎週チェックし、メール投稿もおこなっている[25][26]。
- アイドルグループ・BEYOOOOONDSの清野桃々姫はブログでラジオについて触れている[27]。